# 1886 en droit
Cet article présente les faits marquants de l'année 1886 en droit.

## Événements
- Tunisie : la France entreprend de réformer l’administration des provinces. Des conseils où sont représentés Tunisiens, Français et étrangers, présidés par des qaïds, siègent dans les principales villes. Les contrôleurs généraux des différentes régions servent d’intermédiaires entre les conseils et le résident général. L’unité administrative reste la tribu dans les zones rurales et la municipalité dans les zones urbaines.

### Avril
- 26 avril : le Parlement allemand adopte une loi sur la colonisation de la Posnanie, qui autorise les paysans allemands à s’installer sur les terres de Posen et de Prusse-Orientale afin de réduire la présence polonaise dans ses régions (la Posnanie compte 700 000 Allemands pour 1,7 million de Polonais).

### Mai
- 18 mai, Empire russe : loi subordonnant les partages familiaux à l’autorisation du mir pour lutter contre la réduction des lots.
- 3 juin, Empire russe : loi aggravant les sanctions pour délit de grève (quatre mois de prison pour les participants, 8 pour les organisateurs) et limitant les amendes au tiers des salaires.
- 12 juin, Empire russe : loi obligeant les paysans d’état à racheter leur lot.

### Juin
- 3 juin, Empire russe : loi aggravant les sanctions pour délit de grève (quatre mois de prison pour les participants, huit pour les organisateurs) et limitant les amendes au tiers des salaires.
- 8 juin : Home Rule Bill : projet de loi de Gladstone donnant l’autonomie à l’Irlande.
- 12 juin, Empire russe : loi obligeant les paysans d’état à racheter leur lot.

### Août
- 5 août : nouvelle constitution centralisatrice en Colombie et début de la période de Regeneración (1886-1899).

### Octobre
- 7 octobre : abolition de l'esclavage, à Cuba.
- 25 octobre : procès Wabash contre l'État d'Illinois. La Cour Suprême invalide les « Grangers Laws » : le gouvernement fédéral est déclaré seul compétent pour réglementer le commerce inter-États. La Cour casse quelque 220 lois votées par les États pour réglementer différentes activités.